# Karen Demirchiancomplex
Het Karen Demirchiancomplex is een sport- en concertzaal in Jerevan, Armenië. Deze zaal vormde de locatie voor het Junior Eurovisiesongfestival 2011 alsook het Junior Eurovisiesongfestival 2022. Het gebouw dateert uit 1983 en is in 2008 helemaal gerenoveerd en biedt nu plaats aan zo'n 8.000 toeschouwers.